# Vilmos Kohut
Vilmos Kohut (Seghedino, 17 luglio 1906 – Budapest, 18 febbraio 1986) è stato un calciatore e allenatore di calcio ungherese, di ruolo attaccante.

## Carriera
Cominciò la sua carriera nel Ferencváros, dove militò per 10 anni, fino al 1933, trasferendosi poi in Francia, all'Olympique Marsiglia. Lì trascorse i sei stagioni successive, ne ultima da giocatore-allenatore. Nel 1939 concluse la carriera da giocatore.

## Statistiche

### Cronologia presenze e reti in Nazionale
| Cronologia completa delle presenze e delle reti in nazionale ― Ungheria | Cronologia completa delle presenze e delle reti in nazionale ― Ungheria | Cronologia completa delle presenze e delle reti in nazionale ― Ungheria | Cronologia completa delle presenze e delle reti in nazionale ― Ungheria | Cronologia completa delle presenze e delle reti in nazionale ― Ungheria | Cronologia completa delle presenze e delle reti in nazionale ― Ungheria | Cronologia completa delle presenze e delle reti in nazionale ― Ungheria | Cronologia completa delle presenze e delle reti in nazionale ― Ungheria |
| Data                                                                    | Città                                                                   | In casa                                                                 | Risultato                                                               | Ospiti                                                                  | Competizione                                                            | Reti                                                                    | Note                                                                    |
| ----------------------------------------------------------------------- | ----------------------------------------------------------------------- | ----------------------------------------------------------------------- | ----------------------------------------------------------------------- | ----------------------------------------------------------------------- | ----------------------------------------------------------------------- | ----------------------------------------------------------------------- | ----------------------------------------------------------------------- |
| 18-1-1925                                                               | Milano                                                                  | Italia                                                                  | 1 – 2                                                                   | Ungheria                                                                | Amichevole                                                              | -                                                                       |                                                                         |
| 5-5-1925                                                                | Vienna                                                                  | Austria                                                                 | 3 – 1                                                                   | Ungheria                                                                | Amichevole                                                              | -                                                                       |                                                                         |
| 11-10-1925                                                              | Praga                                                                   | Cecoslovacchia                                                          | 2 – 0                                                                   | Ungheria                                                                | Amichevole                                                              | -                                                                       |                                                                         |
| 2-5-1926                                                                | Budapest                                                                | Ungheria                                                                | 0 – 3                                                                   | Austria                                                                 | Amichevole                                                              | -                                                                       |                                                                         |
| 6-6-1926                                                                | Budapest                                                                | Ungheria                                                                | 2 – 1                                                                   | Cecoslovacchia                                                          | Amichevole                                                              | 1                                                                       |                                                                         |
| 19-9-1926                                                               | Vienna                                                                  | Austria                                                                 | 2 – 3                                                                   | Ungheria                                                                | Amichevole                                                              | 1                                                                       |                                                                         |
| 14-11-1926                                                              | Budapest                                                                | Ungheria                                                                | 3 – 1                                                                   | Svezia                                                                  | Amichevole                                                              | 1                                                                       |                                                                         |
| 19-12-1926                                                              | Vigo                                                                    | Spagna                                                                  | 4 – 2                                                                   | Ungheria                                                                | Amichevole                                                              | -                                                                       |                                                                         |
| 10-4-1927                                                               | Vienna                                                                  | Austria                                                                 | 6 – 0                                                                   | Ungheria                                                                | Amichevole                                                              | -                                                                       |                                                                         |
| 24-4-1927                                                               | Praga                                                                   | Cecoslovacchia                                                          | 4 – 1                                                                   | Ungheria                                                                | Amichevole                                                              | -                                                                       |                                                                         |
| 12-6-1927                                                               | Budapest                                                                | Ungheria                                                                | 13 – 1                                                                  | Francia                                                                 | Amichevole                                                              | 2                                                                       |                                                                         |
| 25-9-1927                                                               | Budapest                                                                | Ungheria                                                                | 5 – 3                                                                   | Austria                                                                 | Coppa Internazionale 1927-1930                                          | 1                                                                       |                                                                         |
| 9-10-1927                                                               | Budapest                                                                | Ungheria                                                                | 1 – 2                                                                   | Cecoslovacchia                                                          | Amichevole                                                              | 1                                                                       |                                                                         |
| 25-3-1928                                                               | Roma                                                                    | Italia                                                                  | 4 – 3                                                                   | Ungheria                                                                | Coppa Internazionale 1927-1930                                          | 1                                                                       |                                                                         |
| 22-4-1928                                                               | Budapest                                                                | Ungheria                                                                | 2 – 0                                                                   | Cecoslovacchia                                                          | Coppa Internazionale 1927-1930                                          | 1                                                                       |                                                                         |
| 6-5-1928                                                                | Budapest                                                                | Ungheria                                                                | 5 – 5                                                                   | Austria                                                                 | Amichevole                                                              | 3                                                                       |                                                                         |
| 7-10-1928                                                               | Vienna                                                                  | Austria                                                                 | 5 – 1                                                                   | Ungheria                                                                | Coppa Internazionale 1927-1930                                          | -                                                                       |                                                                         |
| 1-11-1928                                                               | Budapest                                                                | Ungheria                                                                | 3 – 1                                                                   | Svizzera                                                                | Coppa Internazionale 1927-1930                                          | -                                                                       |                                                                         |
| 1-5-1930                                                                | Praga                                                                   | Cecoslovacchia                                                          | 1 – 1                                                                   | Ungheria                                                                | Amichevole                                                              | -                                                                       |                                                                         |
| 1-6-1930                                                                | Budapest                                                                | Ungheria                                                                | 2 – 1                                                                   | Austria                                                                 | Amichevole                                                              | 1                                                                       |                                                                         |
| 8-6-1930                                                                | Budapest                                                                | Ungheria                                                                | 6 – 2                                                                   | Paesi Bassi                                                             | Amichevole                                                              | -                                                                       |                                                                         |
| 21-5-1931                                                               | Belgrado                                                                | Jugoslavia                                                              | 3 – 2                                                                   | Ungheria                                                                | Amichevole                                                              | -                                                                       |                                                                         |
| 24-4-1932                                                               | Vienna                                                                  | Austria                                                                 | 8 – 2                                                                   | Ungheria                                                                | Amichevole                                                              | -                                                                       |                                                                         |
| 5-6-1938                                                                | Reims                                                                   | Ungheria                                                                | 6 – 0                                                                   | Indie orientali olandesi                                                | Mondiali 1938 - Ottavi                                                  | 1                                                                       |                                                                         |
| 12-6-1938                                                               | Lilla                                                                   | Svizzera                                                                | 0 – 2                                                                   | Ungheria                                                                | Mondiali 1938 - Quarti                                                  | -                                                                       |                                                                         |
| Totale                                                                  |                                                                         | Presenze                                                                | 25                                                                      |                                                                         | Reti                                                                    | 14                                                                      |                                                                         |

## Palmarès

### Giocatore

#### Competizioni internazionali
- Coppa dell'Europa Centrale: 1

Ferencvárosi FC: 1928

#### Competizioni nazionali
- Campionato ungherese: 4

Ferencváros: 1925-1926, 1926-1927, 1927-1928, 1931-1932
- Coppa d'Ungheria: 3

Ferencváros: 1927, 1928, 1933
- Campionato francese: 1

Olympique Marsiglia: 1936-1937
- Coppa di Francia: 2

Olympique Marsiglia: 1934-1935, 1937-1938